# Neocuneolina
Neocuneolina es un género de foraminífero bentónico considerado un sinónimo posterior de Textulariella de la familia Textulariellidae, de la superfamilia Ataxophragmioidea, del suborden Ataxophragmiina y del orden Loftusiida. Su especie tipo era Cuneolina pavonia var. angusta. Su rango cronoestratigráfico abarcaba desde el Mioceno hasta la Actualidad.

## Discusión
Clasificaciones previas incluían Neocuneolina en el suborden Textulariina del orden Textulariida o en el orden Lituolida.

## Clasificación
Neocuneolina incluía a la siguiente especie:
- Neocuneolina angusta, aceptado como Textulariella angusta †